# Gitak TV
Gitak TV je komičarska skupina, poznata po humorističnim skečevima. 
Osnovali su je 1996. godine Mate Peruzović, Marijo Grabovac, Bernard Perić, Matija Čizmić i Ivan Rožić. U početku su snimali u splitskim studijima, te su imali i svoju radio emisiju, a prvo pojavljivanje na nacionalnoj televiziji imali su u showu "Večeras s Joškom Lokasom". Nastupali su i na "Večernjakovom ekranu", te kasnije u emisiji "Nedjeljom popodne". U skečevima se bave raznim temama, od politike, sporta, umjetnosti, estrade i dr. Neki od njihovih najpoznatijih skečeva su "Čovjek jogurt", "Stalak za lakat", "Oko sokolovo", "Markov trg" i ostali. Snimili su i nekoliko parodija pjesmama, te video-spot za pjesmu "Data" sastava TBF za koji su 2010. osvojili Porin.
Nakon duljeg vremena neaktivnosti, u prosincu 2020. su objavili da planiraju rad na novim materijalima, te da pokreću službenu stranicu na kojoj će se naći svi njihovi stari skečevi.

## Vanjske poveznice
- Službena stranica